# Academia do Samba
Academia do Samba é uma escola de samba de Pelotas, é uma das mais antigas entidades carnavalescas do Rio Grande do Sul.

## Carnavais
| Ano | Colocação       | Grupo    | Enredo | Ref.                 |
| --- | --------------- | -------- | --- | -------------------- |
| 1986 | Campeã          | Especial | Num mar de ilusões...É nessa onda que eu vou.                                                                   | [ 3 ]                |
| 1987 | Campeã          | Especial | Yorubá A Luz da Criação.                                                                                        |                      |
| 1999 |                 | Especial | Cartola de Ouro no Jubileu da Alegria.                                                                          | [ 4 ]                |
| 2000 | 3º lugar        | Especial | Etnias do Rio Grande do Sul                                                                                     | [ 5 ]                |
| 2001 | 4º lugar        | Especial | Di Lá Pra Cá Brasil do Oriente Salim Vende                                                                      |                      |
| 2002 | 3º lugar        | Especial | Bairro Areal - De areia e sal, berço cultural e turístico, renova o ciclo com Carnaval.                         | [ 6 ]                |
| 2003 | 6º lugar        | Especial | Água gera e alimenta, sem ela a vida fica por um triz.                                                          | [ 7 ]                |
| 2004 | 6º lugar        | Especial | Saterê Mawê - Os Filhos do Guaraná                                                                              |                      |
| 2005 | Desclassificada | Especial | Tributo de Amor à Azul e Branco                                                                                 | [ 8 ]                |
| 2006 | 3º lugar        | Especial | Quimeras mitológicas de uma história africana - Uma homenagem aos orixás.                                       | [ 9 ]                |
| 2007 | 4º lugar        | Especial | Simões Lopes, seus descendentes, nosso bairro, nossa gente.                                                     | [ 10 ] [ 11 ]        |
| 2008 | Campeã          | Especial | Um Baile de Máscaras na Avenida... O Centenário Áureo Cerúleo.                                                  | [ 12 ]               |
| 2009 | 3º lugar        | Especial | Beber? Bebi. Pra ti trago o que vi!                                                                             | [ 13 ] [ 14 ]        |
| 2010 | 4º lugar        | Especial | Deu Pra Ti, Baixo Astral, Vou Para o Carnaval, Tchau.                                                           | [ 15 ] [ 16 ]        |
| 2011 | 4º lugar        | Especial | A Academia do Samba apresenta uma história brilhante.                                                           | [ 17 ] [ 18 ] [ 19 ] |
| Não desfilou em 2012.                                                                                           |                 |          | |                      |
| 2013 | 4º lugar        | Especial | Mulheres que brilham e que brilharam no doce cenário de Pelotas                                                 | [ 21 ] [ 22 ] [ 23 ] |
| Em 2014 as escolas do grupo especial decidiram não desfilar, por não aceitar o local indicado para os desfiles. |                 |          | |                      |
| 2015 | Participativo   | Especial | O barro e o sangue – o outro lado da história.                                                                  | [ 25 ] [ 26 ]        |
| Em 2016 o carnaval foi cancelado devido a falta de recursos.                                                    |                 |          | |                      |
| 2019 |                 | Especial | Do passado germina a semente do futuro. Academia 70 anos de glória e paixão, respeite a cartola do meu pavilhão | [ 28 ]               |

## Títulos
- Campeã de Pelotas: 1953, 1986, 1987[nota 1], 2008

## Prêmios
Estandarte de Ouro (Prêmio Rei Momo Agostinho Trindade)
- 2008: Comissão de frente, compositor e samba-enredo.[29]
- 2009: Compositor.[30]
- 2011: Porta-estandarte, mestre-sala e porta-bandeira[31]